# Banda Tecno Show
Pour les articles homonymes, voir Banda.
Banda Tecno Show est un groupe de tecnobrega brésilien formé en 2002, dans la ville de Belém do Pará, dirigé par la chanteuse Gaby Amarantos.

## Histoire

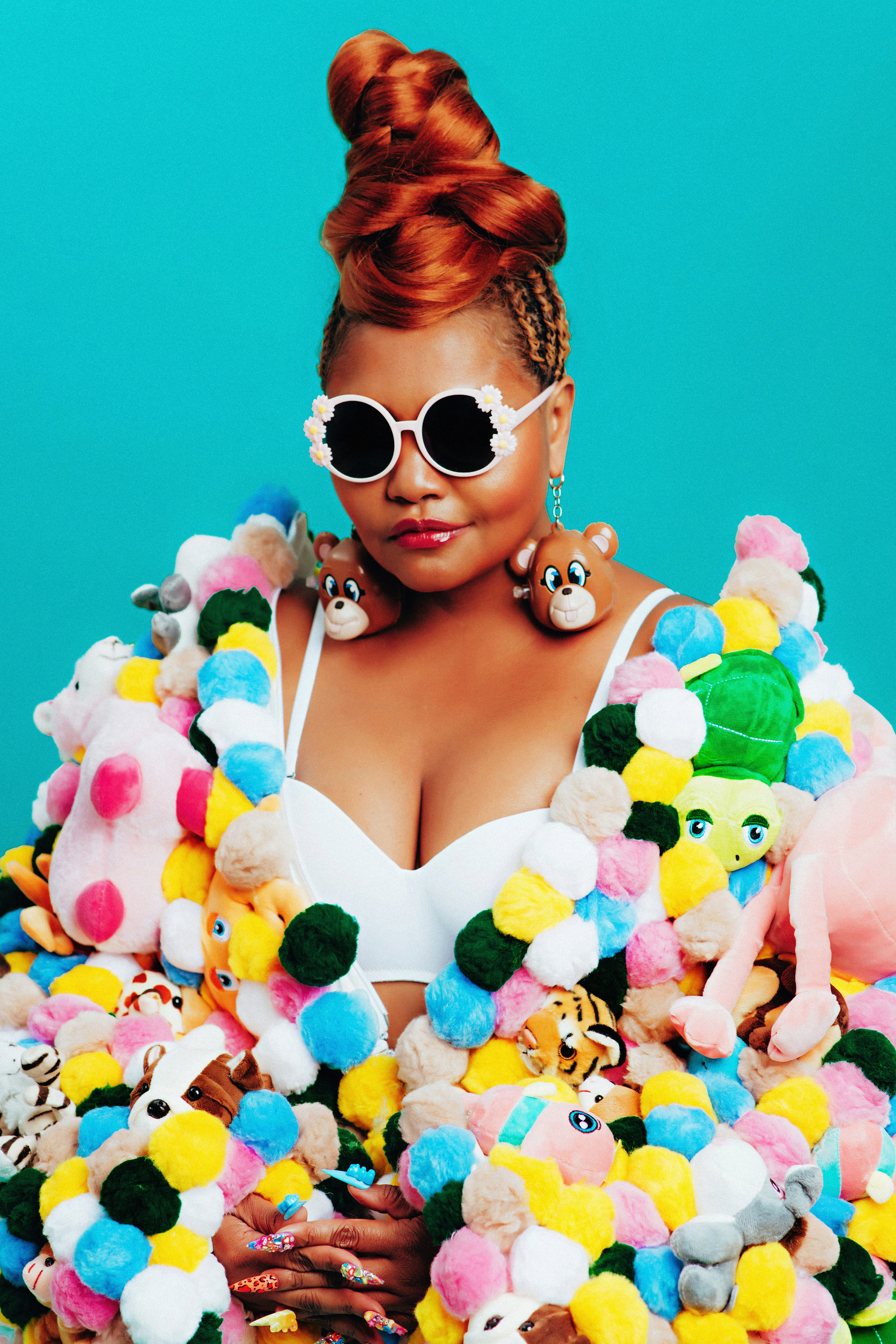
Gaby Amarantos, leader du groupe.

Le groupe est connu pour mélanger des riffs rapides de guitare brega traditionnelle avec des rythmes électroniques, devenant ainsi l'un des précurseurs du style tecnobrega.  
En 2002, le groupe Tecno Show de Pará, dirigé par Gaby Amarantos, décide de se lancer dans le mélange du carimbó traditionnel et du calypso - également connu sous le nom de brega pop - joué dans la région du Nord à cette époque avec des genres musicaux internationaux qui dominaient les stations de radio et les fêtes, comme la pop, la musique électronique et le forró électronique. Dans les chansons, la fusion des riffs de guitare au rythme rapide de la musique brega traditionnelle avec des rythmes électroniques et des arrangements créés par des programmes informatiques, ce qui était alors considéré comme une rupture sur le marché phonographique du Pará, a permis la création du style tecnobrega.
En 2003, ils sortent leur premier album de 21 titres, Tecno Show et Ponto Final, qui consacrent les tubes "Gemendo" et "Não vou te lá". Peu de temps après la sortie, le groupe se démarque à l'échelle nationale et est sélectionné pour le projet "Brasil Total", par l'actrice et productrice Regina Casé et l'anthropologue Hermano Vianna. Ils se sont produits sur scène et ont fait l'objet d'articles sur les programmes de Rede Globo. Le groupe a également été présenté dans Jornal da MTV et Debate MTV par MTV Brasil, et dans des articles sur divers sites Web et magazines tels que Rolling Stone Brasil. L'année suivante, ils enregistrent leur deuxième album, de 20 titres, Reacendendo a Chama. Ils ont consacré les tubes : "Não desista de me amar", "Você não entende", "Versos tristes" e "Reacender a chama".
Banda Tecno Show a enregistré son premier DVD le 26 mars 2005 à la salle de concert A Pororoca, à Belém. Jusqu'à présent, ils ont vendu plus de 100 000 disques. En 2007, le groupe a sorti un DVD contenant 15 clips inédits de Tecnomelody. Le DVD comprend également une galerie de photos et un court documentaire racontant les coulisses du spectacle d'un groupe, depuis le moment où ils quittent la maison jusqu'au moment où les lumières de la scène sont éteintes. Les clips ont commencé à être produits en novembre 2006 et ont impliqué plus de 100 personnes dans toutes les productions, allant des enfants du quartier de Jurunas aux vendeurs du marché de Ver-o-Peso. Les enregistrements ont été réalisés par Infinito Produções.
Le 19 décembre 2009, le DVD - Movimento Tecnomelody para o Brasil a été enregistré à Cidade da Folia. Le DVD est sorti par Som Livre en novembre 2010.  En 2009, la leader et chanteuse, Gaby Amarantos, a décidé de quitter le groupe, lorsqu'elle est tombée enceinte de son unique enfant, Davi. La maternité a poussé la chanteuse à réfléchir davantage sur sa vie professionnelle et elle a alors ressenti le besoin de se lancer dans une carrière solo. Le 8 avril 2010, le groupe enregistre son dernier DVD à l'Assembleia Paraense, marquant les adieux de Gaby Amarantos, qui s'installe à São Paulo pour poursuivre sa carrière solo.

## Discographie

### CD
- 2003 : Techno Show e Ponto Final
- 2004: Reacender a Chama Pará

### Participation
- 2004: Festa Pop - chanson "Nova chama"

## DVD
- 2005: Tecno Show en direct à A Pororoca[8]
- 2007 : Gabi Amarantos et Banda Tecno Show (clips)[9]
- 2010: Gabi Amarantos et Banda Tecno Show en direct à l'Assemblée du Pará[10]

### DVD avec la participation de Banda Tecno Show
- 2010: Tecnomelody Brasil ao vivo em Belém do Pará - Som Livre[11]